# Lilla Edets pastorat
Lilla Edets pastorat är ett pastorat i nordöstra Lilla Edets kommun i Göta Älvdalens kontrakt i Göteborgs stift.
Pastoratet bildades 2013 och består tre församlingar:
- Fuxerna-Åsbräcka församling
- Hjärtums församling
- Västerlanda församling

Pastoratskod är 080505.